# Ivanovice na Hané
Ivanovice na Hané (en allemand : Eiwanowitz in der Hanna) est une ville du district de Vyškov, dans la région de Moravie-du-Sud, en République tchèque. Sa population s'élevait à 2 977 habitants en 2024.

## Géographie
Ivanovice na Hané est arrosée par la rivière Haná et se trouve à 8 km au nord-est de Vyškov, à 38 km à l'est-nord-est de Brno et à 210 km au sud-est de Prague.
La commune est limitée par Drysice et Želeč au nord, par Dřevnovice, Nezamyslice et Tištín à l'est, par Švábenice et Medlovice au sud, et par Hoštice-Heroltice et Pustiměř à l'ouest.

## Histoire
La première mention écrite de la localité date de 1183.

## Administration
La commune e compose de deux sections :
- Chvalkovice na Hané
- Ivanovice na Hané